# Oceans (пісня Pearl Jam)
«Oceans» (укр. Океани) — пісня американського рок-гурту Pearl Jam, четвертий сингл з дебютного альбому Ten (1991).

## Історія створення
Едді Веддер написав текст пісні під час репетиції, коли двері несподівано зачинились і він залишився на вулиці під дощем. Вокаліст чув, як музиканти грають інструментальні партії, та створив текст, опираючись на звучання бас-гітари. Коли він повернувся до приміщення, всі були вражені тим, як швидко Веддеру вдалось створити текст.
«Oceans» виділяється незвичним набором музичних інструментів. Зокрема, спочатку в ній були барабани та литаври, але коли випадково під час прослуховування прибрали барабани, то музикантам сподобалось це більш «легке» звучання. До того ж під час зведення звукоінженер хотів додати ще декілька ефектів, зокрема тронку та шейкер, але поруч не було музичного магазину, тому замість них він використав вогнегасник (по якому бив паличкою) та сільничку.

## Зміст пісні
Пісня написана у незвичному відкритому гітарному ладі Open D. Гітарист Стоун Ґоссард згадував, що йому сподобалось, як можна створювати акорди за допомогою лише двох пальців, переміщуючи їх по грифу. Текст пісні був натхнений давнім захопленням Едді Веддера — серфінгом. Попри музичну та ліричну відмінність від інших пісень Pearl Jam того часу, музиканти вирішили додати її до альбому, бо вважали важливим «включити найдивніші моменти».

## Вихід
«Oceans» увійшла до дебютного альбому Pearl Jam Ten, який вийшов в 1991 році. Як окремий сингл вона була опублікована в 1992 році в декількох країнах, зокрема в Бельгії, Новій Зеландії та Нідерландах. Автором відеокліпу «Oceans» став Джош Тафт, який раніше знімав для Pearl Jam музичні відео «Alive» та «Even Flow». Фільмування пройшло на Гаваях, а кліп містив кадри Веддера на серфінговому борді, та інших музикантів, відпочиваючих на березі моря. Музичне відео також спочатку вийшло лише за межами країни, і було опубліковано в США лише 2000 року, бонусом до документального фільму Touring Band 2000.

## Місця в хіт-парадах
| Хіт-парад (1993)                 | Найвища позиція |
| -------------------------------- | --------------- |
| Бельгія (Ultratop Flanders)      | 35              |
| Нідерланди (Dutch Top 40)        | 21              |
| Нідерланди (Mega Single Top 100) | 30              |
| Нова Зеландія (RIANZ)            | 16              |